# Židovský hřbitov v Oseku
Židovský hřbitov v Oseku se nachází v lesíku asi 800 metrů jihozápadním směrem od vesnice, při cestě vedoucí od zámku. Má rozlohu 413 m².
Hřbitov byl založen v 1. polovině 19. století a z téže doby pocházejí i zdejší nejstarší náhrobky. Celkem se jich zde dochovalo asi 50.
Zajímavostí zdejšího židovského hřbitova je skutečnost, že jsou zde pochováni prarodiče spisovatele Franze Kafky.
Hřbitov je chráněn jako kulturní památka České republiky.
Osecká židovská komunita přestala existovat podle zákona z roku 1890.